# فنتین استات
فنتین استات (به انگلیسی: Fentin acetate) یک ترکیب شیمیایی با شناسه پاب‌کم ۱۶۶۸۲۸۰۴ است. که جرم مولی آن ۴۰۹٫۰۷ g/mol می‌باشد. 